# Prisma (slak)
Prisma is een geslacht van weekdieren uit de klasse van de Gastropoda (slakken).